# Allan Everett
Allan Frederic Everett (22 febbraio 1868 – Londra, 22 gennaio 1938) è stato un ammiraglio britannico.

## Biografia
Era il quarto figlio del colonnello John Frederic Everett.

### Carriera
Entrò nella Royal Navy come guardiamarina nel 1884. Divenne capitano della flotta per il
comandante in capo la Home Fleet nel 1913 e all'inizio del la prima guerra mondiale fece parte del suo stato maggiore. Venne nominato assistente navale del Primo lord del mare nel 1915 e aiutante di bandiera di re nel 1916. Divenne segretario della Marina in quello stesso anno. Gli fu dato il comando della 4ª Squadriglia incrociatori leggeri nell'ottobre 1918. Dopo la guerra gli fu affidato il comando del 8º Squadriglia incrociatori dell'Atlantico, prima di diventare primo membro e capo di stato maggiore della Marina australiana nel 1921 e poi comandante in capo del distaccamento in Cina nel novembre 1924. Andò in pensione nel 1926.

## Morte
Morì a Londra il 22 gennaio 1938.